# 중방동
중방동(中方洞, Jungbang-dong)은 경상북도 경산시의 행정동이다. 법정동 중방동 일부를 관할하고 있다.

## 역사
- 1989년 1월 1일 경산시를 설치하면서 행정동 중방동을 신설하였다.

## 주요 시설
- 경산중앙초등학교
- 농업협동조합 중방지점
- KT&G 경산지점
- 중방동 행정복지센터
- 경산상공회의소
- 기업은행 경산지점
- 신용보증기금 경산지점
- 국민은행 경산지점
- 경북능금협동조합경산지소